# Cosmo Clock 21
Cosmo Clock 21 es una noria gigante de 112,5 metros de altura situada en el parque de atracciones Cosmo World, ubicado en el distrito Minato Mirai 21 de Yokohama, Japón. Cuando abrió era la noria más alta del mundo, hasta la conclusión de Igous 108, de 108 metros de altura, en Shiga (Japón) en 1992.

## Historia y especificaciones
Construida para la Exposición de Yokohama YES '89 en Minato Mirai 21, en 1989, Cosmo Clock 21 fue originalmente construida con una altura de 107,5 metros.
En 1997, la estructura fue desmantelada para, en 1999, reubicarla a una base más alta, la cual aumentó su altura global a 112,5 metros.
Cosmo Clock 21 tiene 60 góndolas, cada una capaz de llevar hasta ocho personas. Una rotación de la rueda de 100 metros de diámetro tarda 15 minutos.

## Coordenadas
- 1.º (107,5 m altura) instalación, completada en 1989, desmantelada en 1997: ?
- 2.º (112,5 m altura) instalación, completada en 1999: 35°27′19″N 139°38′12″E / 35°27′19″N 139°38′12″E / 35.4553872, 139.6367347Coordenadas: 35°27′19″N 139°38′12″E / 35.4553872, 139.6367347 (Cosmo Clock 21)

## Galería

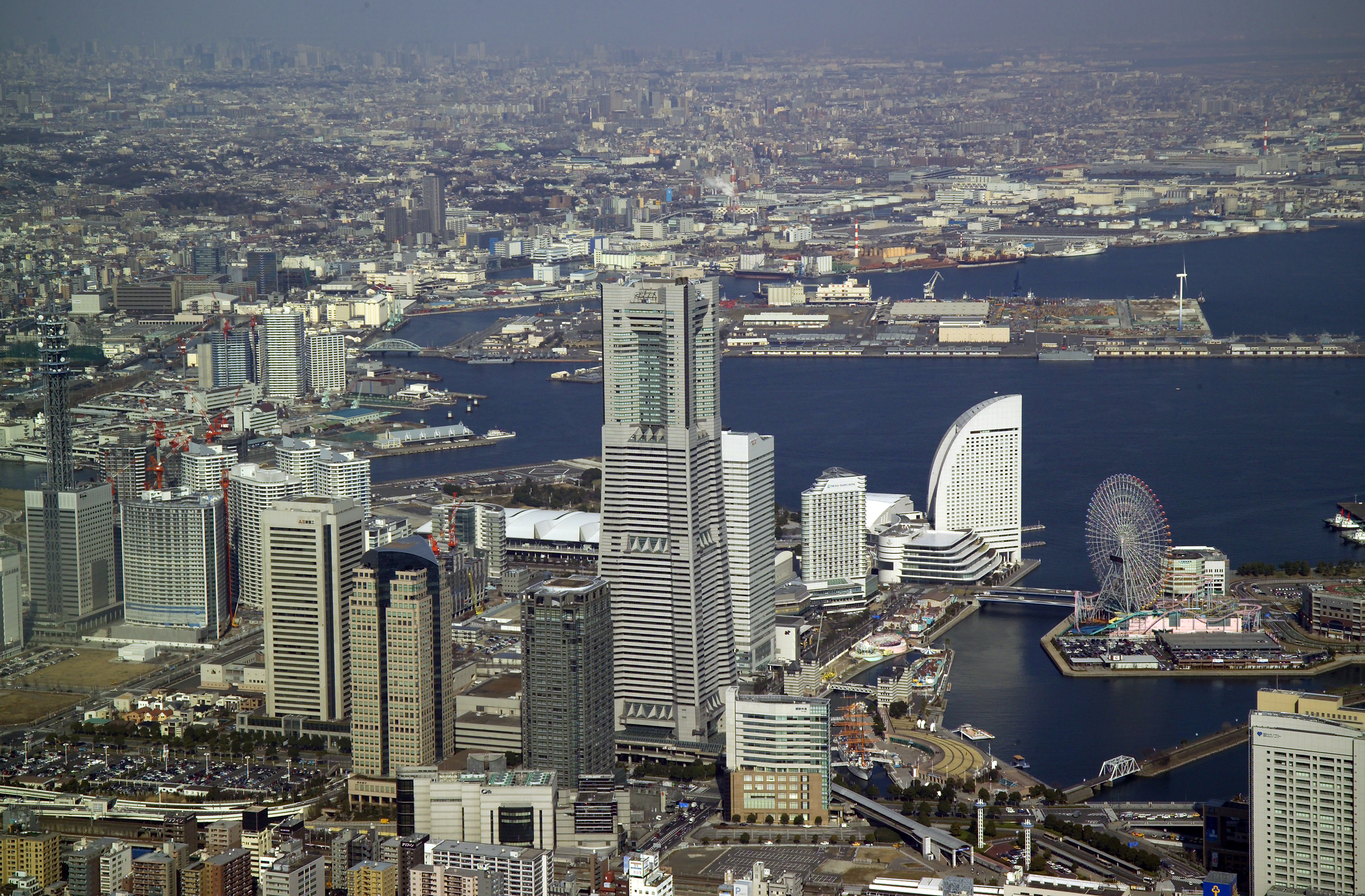
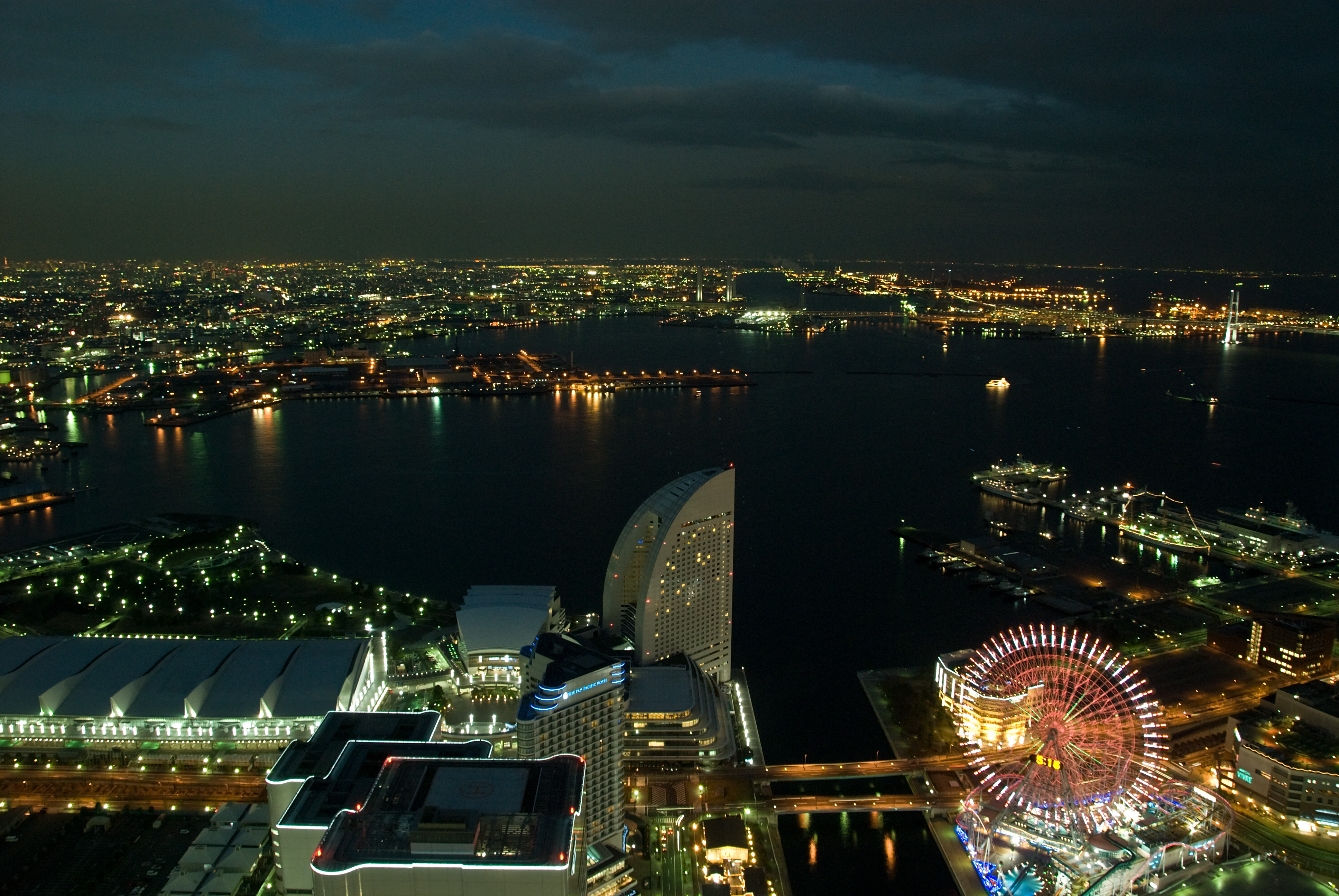
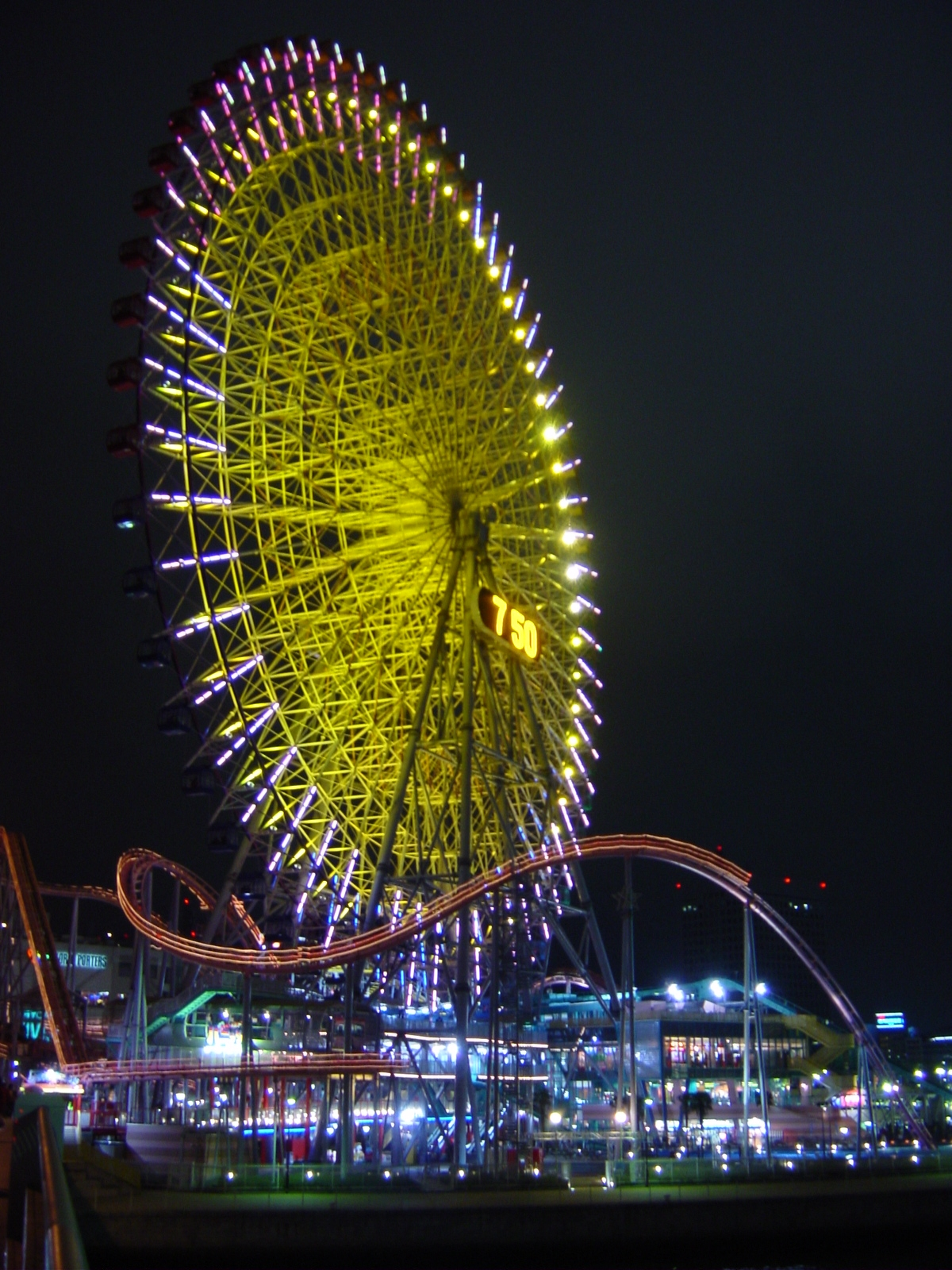
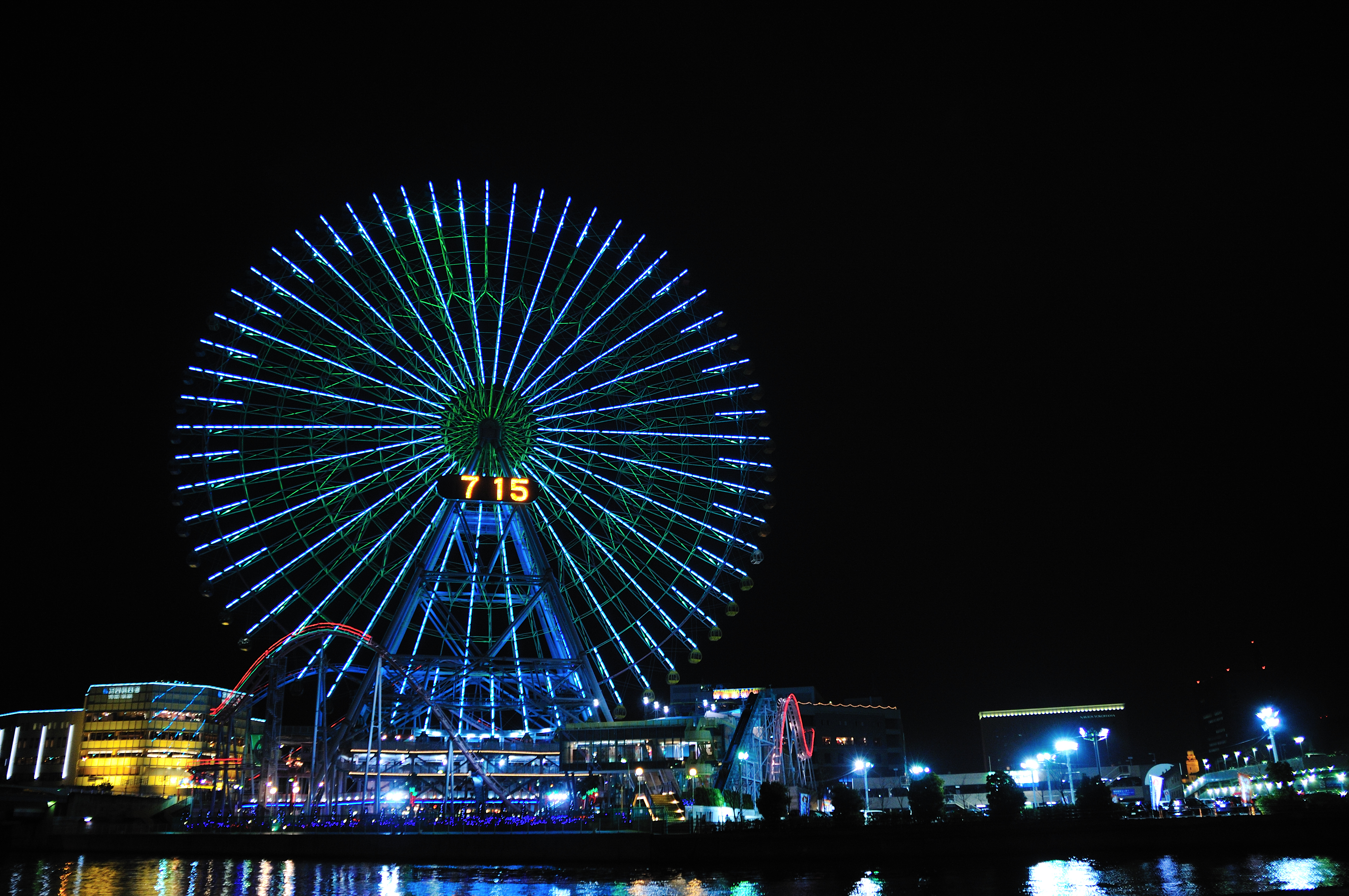